# 1627 Ivar
1627 Ivar eller 1929 SH är en asteroid i huvudbältet som korsar Mars omloppsbana. Den upptäcktes 25 september 1929 av den danske astronomen Ejnar Hertzsprung i Johannesburg. Asteroiden har fått sitt namn efter upptäckarens bror, Ivar Hertzsprung.
Asteroiden har en diameter på ungefär 9 kilometer och den tillhör asteroidgruppen Amor.